# Marie-Charles du Chilleau et d’Airvault
Marie-Charles du Chilleau et d’Airvault (Vasles, 4 september 1734 – Rochefort (Charente-Maritime), 7 mei 1794) was markies en officier in het koninkrijk Frankrijk, zowel bij de cavalerie als bij de vloot. 
Als koloniaal bestuurder was hij gouverneur-generaal van Saint-Domingue, (1788-1791), het latere Haïti, en dit aan de vooravond van de Franse Revolutie.

## Levensloop

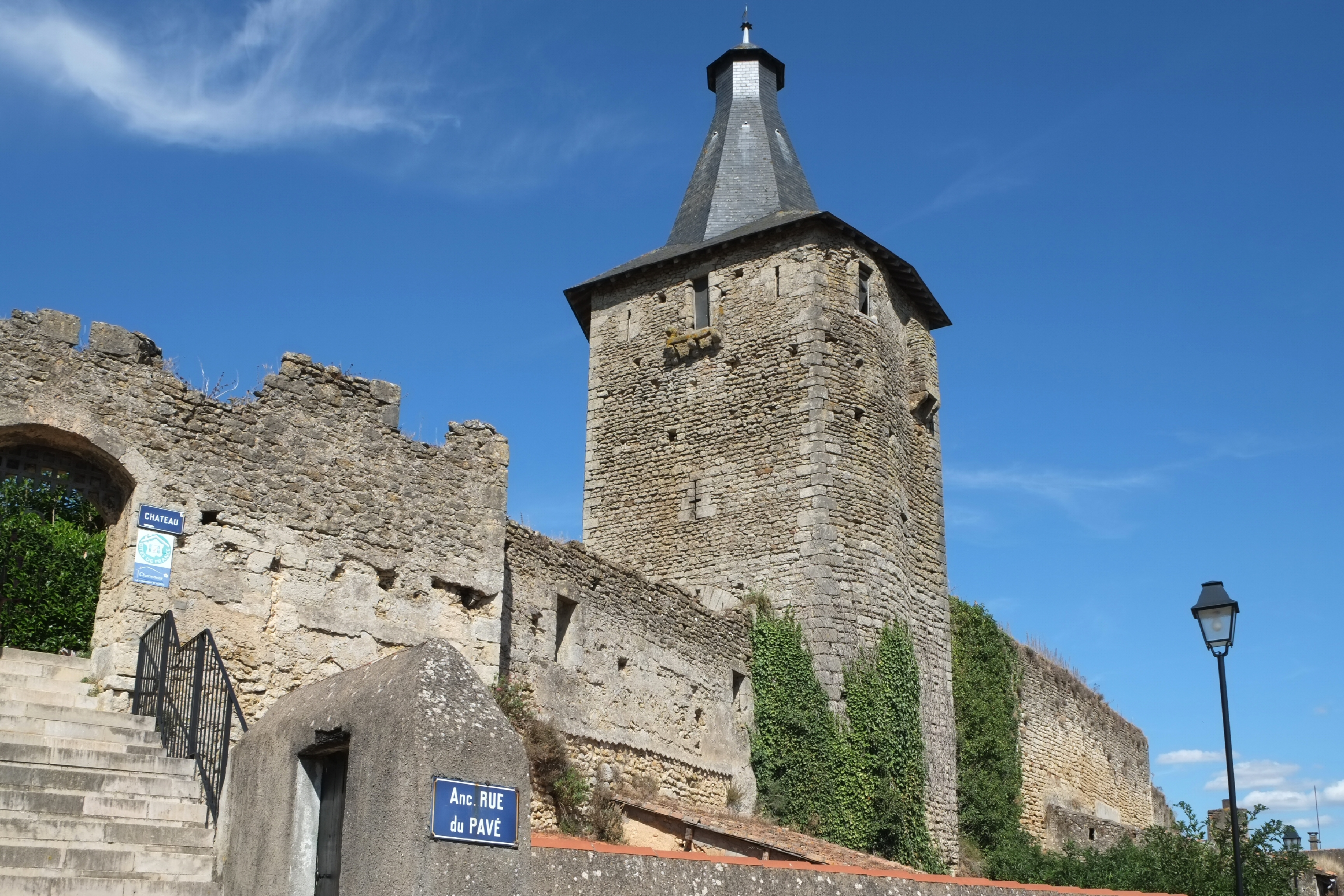
Kasteel van de markiezen van Airvault (Frankrijk)

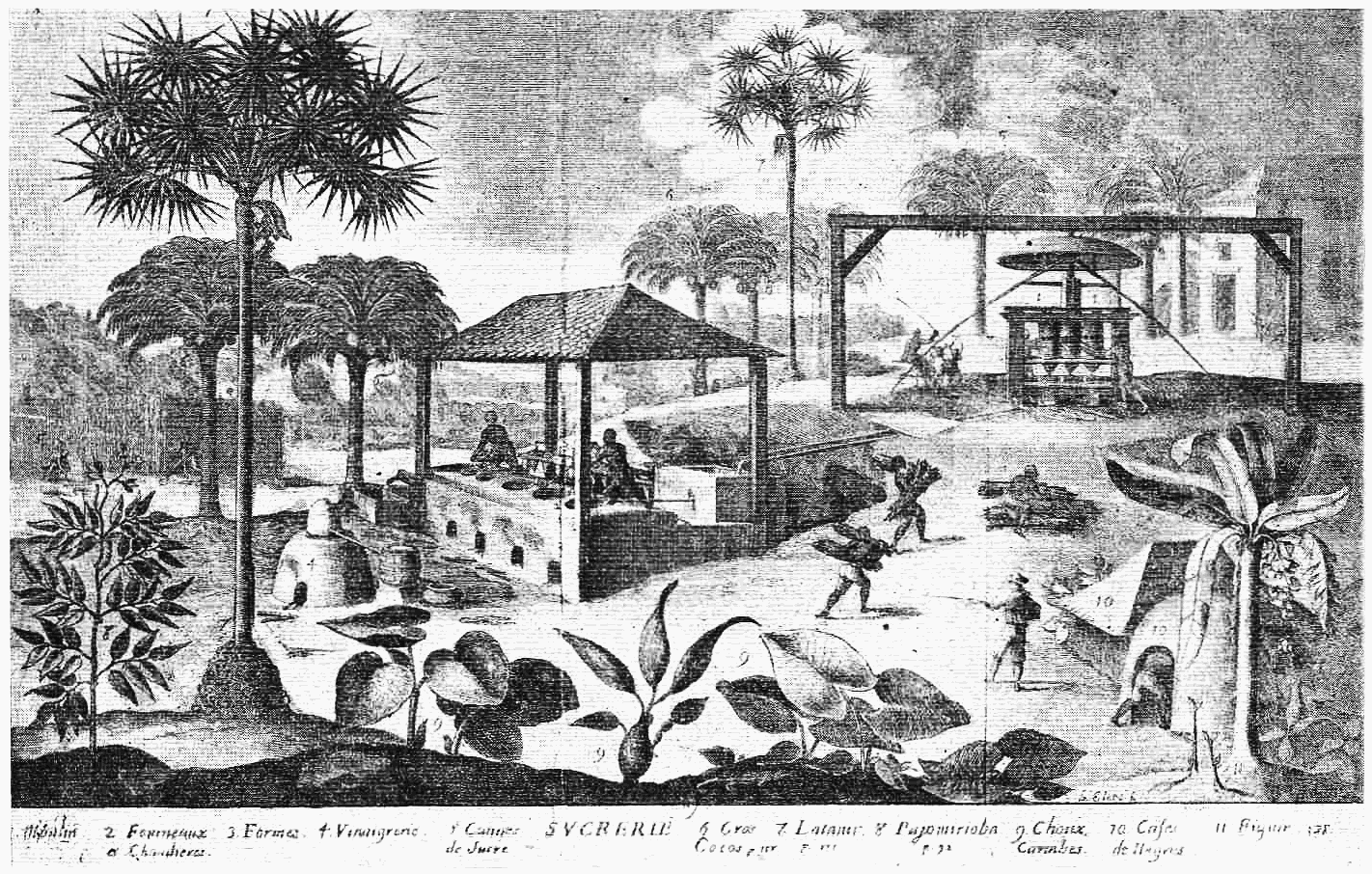
Franse kolonisten in Saint-Domingue, het latere Haïti

Chilleau groeide op in het kasteel van Chilleau, een verdwenen kasteel in de gemeente Vasles. Toentertijd bevond het kasteel zich in het graafschap Poutou in het koninkrijk Frankrijk. Zijn adellijke titels waren markies van Chilleau en van Airvault, baron van Moings, heer van Saint-Simon-de-Borde en heer van Ardenne. Op jonge leeftijd nam hij in dienst in de cavalerie. Chilleau vocht tijdens de Zevenjarige oorlog in het Rooms-Duitse Rijk. Na de oorlog kreeg hij de bevordering tot luitenant (1755). Chilleau werd mestre de camp (vandaag: kolonel) in 1767 en vereerd met de Orde van de Heilige Lodewijk.
Zijn actieterrein verhuisde naar de Franse kolonies in Noord-Amerika in het jaar 1778. Hij startte er als militair commandant van Saint-Domingue, het latere Haïti. Vandaaruit vocht Chilleau in de vloot van de Guichen, admiraal in de Caraïben. Chatilleau behaalde er de graad van maréchal de camp mee, vandaag te vergelijken met brigade-generaal.
In 1788 volgde zijn benoeming tot gouverneur-generaal van Saint-Domingue, op order van de la Luzerne, minister van de vloot. Hij ontving het grootkruis in de Orde van de Heilige Lodewijk, de hoogste onderscheiding. In maart 1789 besliste Chilleau om buitenlands meel in te voeren; hij doorbrak hiermee het monopolie van Franse import. De import verliep dus tijdelijk vanuit de jonge Verenigde Staten van Amerika. Het meel werd ingevoerd in 3 havens van Saint-Domingue. Hij wou zo zware voedseltekorten lenigen, in het bijzonder tekort aan graan, bij de kolonisten. De invloedrijke intendant François Barbé-Marbois, ambtelijk verantwoordelijk voor de bevoorrading van de Franse Antillen, verzette zich tegen deze in zijn ogen niet-patriottische beslissing. De wetgeving liet enkel handel met Frankrijk toe en hierop beriep de intendant zich. Historici gaan ervan uit dat de intendant een lucratieve smokkelhandel had op de Antillen en daarom het conflict opdreef met zijn gouverneur-generaal. Gouverneur-generaal Chilleau omschreef zijn beslissing als puur administratief. 
Omdat Chilleau een tuchtprocedure vreesde vanwege intendant Barbé-Marois, wou hij deze voor zijn en besliste hij om elke manoeuvre tegen hem in Parijs af te weren. Op 10 juli 1789 nam hij de boot naar Frankrijk. Dit was 4 dagen voor de bestorming van de Bastille in Parijs. De klaagbrieven van de intendant hadden al gevolg voor Chilleau. Chilleau werd gearresteerd bij aankomst in de haven van Nantes (augustus 1789). Hij vernam het prille begin van wat de Franse Revolutie was. Op de Antillen vernamen de kolonisten ook van de Franse Revolutie; ze verjoegen prompt de intendant van het eiland (oktober 1789). In Parijs kon Chilleau de tijd nemen om zijn zaak te bepleiten, als een vrij man. Hij beschreef uitvoerig zijn argumenten bij de Assemblee Nationale en bij minister de la Luzerne. Zijn verweerschriften publiceerde hij ten behoeve van officiële instanties en van koning Lodewijk XVI. De Raad van State oordeelde evenwel dat de import van Amerikaanse goederen de Franse economie geschaad had (1791). 
Tijdens het Terreurbewind belandde Chilleau in de gevangenis. Hij overleed in de gevangenis van Rochefort (1794). Zijn weduwe, markiezin Elisabeth-Floride de Montulé, overleefde hem, en dit zeker tot het jaar 1817. Zij verbleef in de afgeschafte baronnie van haar familie, deze van Moise.
- Bibliothèque nationale de France: cb10667178b (data)
- Gemeinsame Normdatei: 130866954
- International Standard Name Identifier: 0000 0000 8254 9371
- Library of Congress Control Number: nr2004029034
- Système universitaire de documentation: 200421549
- Virtual International Authority File: 67583163
- WorldCat: E39PBJdCqtpRMtD7xxQqBmYgKd